# 飛馬座V342e
飛馬座V342e，或稱為HR 8799 e，是一個環繞飛馬座V342的系外行星，位於飛馬座，距離地球約129光年。這顆氣體巨行星的質量大約是木星的5到10倍，是該行星系統中最大的行星。飛馬座V342系統的四顆行星都是相當龐大的氣體巨行星。

## 概要
飛馬座V342e是這個行星系統中第四個被發現的行星，它是最靠近母恆星的一顆，距離相當於土星和天王星軌道之間。
飛馬座V342e和母恆星的距離基於直接攝影量測角距離和母恆星與地球距離計算出是14.5天文單位，公轉週期大約是50天文單位，如果它的軌道是和觀測者視線垂直。

## 發現
加拿大赫茨貝格天文物理研究所於2010年11月1日宣布在飛馬座V342行星系統發現一顆更靠近母恆星的行星，並於宣布後三個星期發表論文。而相關的觀測則是在2009和2010年時在凱克天文台以近紅外線 K 和 L 波段進行。

## 外部連結
- Newly discovered exoplanet stirs debate on how planetary systems form[]